# Suisio
Suisio (lombardul: Süìs) település Olaszországban, Lombardia régióban, Bergamo megyében. Lakosainak száma 3782 fő (2023. január 1.). Suisio Bottanuco, Cornate d’Adda, Medolago és Chignolo d'Isola községekkel határos.

## Népesség
A település lakossága az elmúlt években az alábbi módon változott:
| Lakosok száma | 3822 | 3780 | 3782 |
|               | 2017 | 2018 | 2023 |